# Gladys W. Royal

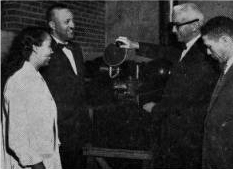
Gladys Royal, W.E. Reed, Dekan der School of Agriculture (links), und George Royal (rechts) erhalten Betriebsanweisungen von einem Vertreter einer Röntgenfirma, der die Röntgenanlage vorführt

Gladys Williams Royal (* 29. August 1926 in Dallas, Texas, Vereinigte Staaten; † 9. November 2002 in Vereinigte Staaten) war eine amerikanische Biochemikerin und Hochschullehrerin. Sie forschte zusammen mit ihrem Ehemann als eines der wenigen afroamerikanischen Wissenschaftlerteams an Forschungsarbeiten, die von der United States Atomic Energy Commission gefördert wurden.

## Leben und Werk
Royal studierte an der Dillard University, wo sie 1944 ihren Bachelor-Abschluss erhielt. 1947 heiratete sie den Chemiker George C. Royal, mit dem sie sechs Kinder bekam. Ihr 1961 geborener Sohn Gregory Charles Royal wurde Jazzposaunist und Autor von Jazz-Musicals. Royal zog mit ihrem Ehemann nach Tuskegee (Alabama), wo ihr Mann 1952  eine Stelle als Dozent für Bakteriologie bekam. Am Tuskegee Institute erwarb sie 1954 den Master-Abschluss. Sie forschte anschließend an der University of Wisconsin und bewarb sich dann an der Ohio State University, wo sie in das Doktorandenprogramm aufgenommen wurde. Sie promovierte 1958 in Biochemie mit der Dissertation: An Investigation of the Vitamin Content of the Mung Bean and the Blue Sweet Lupine.

## Forschungsprojekte
Während sie ihre Kinder großzogen, waren sie und ihr Ehemann Dozenten an der North Carolina Agricultural and Technical State University. Sie arbeiteten gemeinsam als Co-Direktoren an einem von der United States Atomic Energy Commission finanzierten Forschungsprojekt zum biochemischen und immunologischen Vergleich bestrahlter Mäuse und Ratten, die mit Knochenmarkstransplantaten behandelt wurden. Sie und ihr Ehemann erforschten, ob Knochenmarktransplantate durch hochdosierte Strahlung geschädigtes Gewebe ersetzen könnten. Sie wollten dies auf Gewebe ausweiten, das versehentlich durch Strahlenexposition geschädigt wurde. Im Rahmen ihrer Arbeit fanden sie heraus, dass Knochenmark von Kühen bei Mäusen eingesetzt werden konnte, die tödlichen Strahlendosen ausgesetzt waren. Diese Forschung wurde während des Kalten Krieges durchgeführt, als die Angst vor einem Atomkrieg herrschte. Ihre Forschungsergebnisse wurden in Artikeln auf dem Fünften Internationalen Kongress für Ernährung veröffentlicht, der 1960 in Washington, D. C. stattfand, und auf dem Internationalen Kongress für Histochemie und Zytochemie, der im selben Jahr in Paris stattfand.
Ab 1964 forschte sie zusammen mit Arthur S. Totten im Bereich der  Aromachemie. Sie wurde dann leitende Biochemikerin beim Cooperative State Research Service (CSRS) und bewertete bundesstaatliche Forschungsprojekte zur menschlichen Ernährung und Verbrauchernutzung. Sie war Mitglied in Arbeitsgruppen, unter anderem 1967 für ein nationales Forschungsprogramm für Lebensmittel und Ernährung (1967).
Sie engagierte sich auch für Bürgerrechte. Sie verklagte den Leiter des Landwirtschaftsministeriums und obwohl viele ihrer Klagen abgewiesen wurden, wurde ihr zugestanden, dass sie nicht befördert und am Arbeitsplatz aktiv schikaniert wurde.
Sie wurde 1970 Präsidentin der wissenschaftlichen Gesellschaft Beta Kappa Chi. Sie war Mitglied einer Reihe von Berufsverbänden und Organisationen, darunter die American Chemical Society, Sigma Xi und das American Institute of Chemists.
Royal starb 2002 im Alter von 76 Jahren.

## Veröffentlichungen (Auswahl)
- mit G. W. Hunter, B. T. White: A Division Directed Approach to Introductory Chemistry at the Secondary School Level 1. School Science and Mathematics, 62(4), 1962, S. 269–275.
- mit G. C. ROYAL JR: Biochemical And Immunological Studies Of X-Irradiated Mice Following Bone Marrow Injections. Final Report. Agricultural and Techinical Coll. of North Carolina, Greensboro, 1965.
- Application of Stereolithography to Gas Turbine Design. In: Proceedings of the National Conference on Rapid Prototyping. 1990.